# Lepidoteuthis grimaldii
Lepidoteuthis grimaldii är en bläckfiskart som beskrevs av Louis Joubin 1895. Lepidoteuthis grimaldii ingår i släktet Lepidoteuthis och familjen Lepidoteuthidae. Inga underarter finns listade i Catalogue of Life.

## Bildgalleri

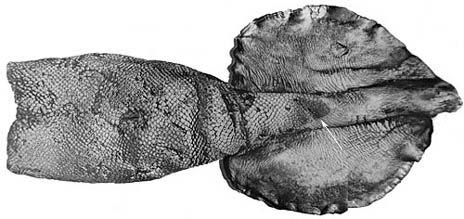
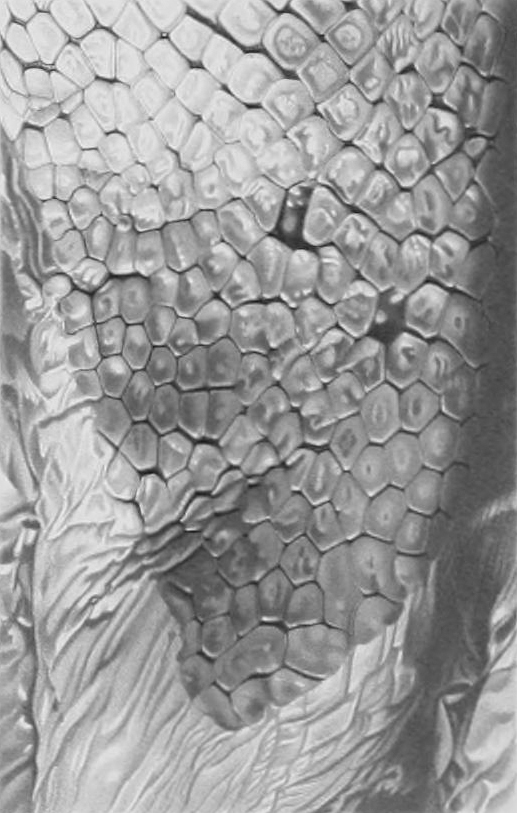
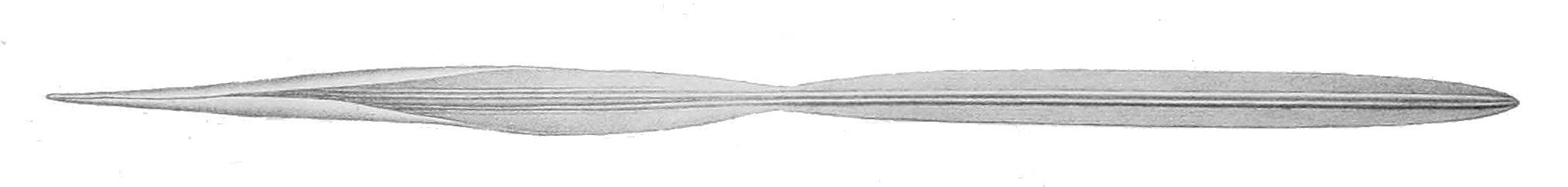